# Bloomfield, Missouri
Bloomfield är administrativ huvudort i Stoddard County i Missouri. Countyt grundades år 1835 och Bloomfield planlades som dess huvudort.